# HD186041
HD186041 — хімічно пекулярна зоря спектрального класу
F3 й має видиму зоряну величину в смузі V приблизно  9,2.